# Avondale, Chicago
Avondale (/ ˈævəndeɪl /) là một trong 77 khu vực cộng đồng chính thức. Nó nằm ở phía Tây Bắc của Chicago. Biên giới phía bắc là đường Addison từ nhánh phía bắc của sông Chicago ở phía đông đến đường Pulaski ở phía tây. Vùng phụ cận này mở rộng thêm về phía tây dọc theo Đại lộ Belmont đến Tuyến Union Pacific / Northwest. Biên giới phía nam của nó là Đại lộ Diversey từ đường Union Pacific / Northwest Line đến sông Chicago.

## Dân cư
Trong những năm gần đây khu phố cổ xanh này đã chứng kiến sự gia tăng sự đa dạng các thành phần chủng tộc của nó. Sự sụp đổ của chủ nghĩa cộng sản ở Đông Âu chứng kiến một dòng người nhập cư Đông Âu như Séc, Slovak, Ukraina và Belarus, đặc biệt là người Ba Lan trong "làng Ba Lan". Sự di cư của các dân tộc từ Khối Liên Xô tại Avondale kể từ đó đã ngày càng tăng và bao gồm các công dân người Nga từ Trung Á, thậm chí Mông Cổ. Một cộng đồng người Philippines lớn cũng có mặt ở Avondale, nơi có trụ sở truyền hình Philippines của Philipin. Sự định cư của người Latin bắt đầu từ những năm 1980 đã dẫn đến sự gia tăng dân số gốc Tây Ban Nha của Avondale từ 37,6% năm 1990 lên 62,0% vào năm 2000, với số lượng người Mexico, Puerto Rico và người nhập cư Trung Mỹ tăng lên. 

## Kinh tế
Năm 1937, Dad's Root Beer được thành lập tại Avondale bởi Ely Klapman và Barney Berns. Công ty vận hành một nhà máy đóng chai trong cộng đồng thành phố trước khi công ty bắt đầu đi vào hoạt động chính thức. Nhà máy đã được chuyển thành từ một nhà chung cư.
Tính đến năm 2014, top 5 ngành công nghiệp thuê nhiều nhân công ở Avondale là quản trị (26,8%), bán lẻ (17,9%), sản xuất (15%), tiện ích (9,6%) và xây dựng (4,8%). Hơn một nửa số công nhân này đến từ bên ngoài Chicago và 41% đến từ bên ngoài Avondale. 5 ngành công nghiệp sử dụng nhiều công nhân thuộc cộng đồng nhất là nhà ở và dịch vụ ăn uống (11,2%), thương mại bán lẻ (11%), y tế (11%), sản xuất (9,2%) và quản trị (8,8%).

## Giáo dục
Cư dân Avondale được phục vụ giáo dục bởi các Trường Công Lập Chicago. Ngoài ra còn có một số trường tư thục do các hội thánh Công giáo La Mã điều hành trong khu vực.
Trường Carl Von Linne, 3221 N. Sacramento, ở Sacramento, giữa Belmont và Trường là một trường học ở khu vực lân cận. Trường có một chương trình đào tạo năng khiếu toàn diện và một chương trình song ngữ. Có điểm mạnh về mỹ thuật bao gồm nghệ thuật thị giác, gốm sứ, âm nhạc, khiêu vũ, nghệ thuật kỹ thuật số và nghệ thuật ẩm thực. Trường có một khu vườn ở phía đông của tòa nhà và "khu vườn ẩm thực cộng đồng" trong sân chơi chính. 

## Thư viện công cộng
Thư viện công cộng Chicago không có chi nhánh nào nằm trong khu vực cộng đồng Avondale. Mặc dù chi nhánh ở Công viên Kosciuszko gần đó là một trong những nhánh được sử dụng nhiều nhất của hệ thống, nó đã bị đóng cửa vào những năm 1950.

## Công viên
Avondale là một thành phố có ít công viên. Tình trạng này càng trở nên trầm trọng hơn khi công viên Avondale bị giảm xuống chỉ còn hơn một mẫu Anh trong khi xây dựng đường cao tốc Kennedy, chiếm phần lớn không gian xanh, bao gồm sân chơi của công viên, sân chơi dành riêng cho nam và nữ, một hồ bơi lội, một hộp cát và sân tennis. Các không gian xanh đáng kể trong khu vực cộng đồng Avondale là công viên Brands, tiếp theo là công viên Avondale. Các công viên gần Avondale như Công viên Kosciuszko, Công viên Thể thao Điền dã và Công viên Ken-Well được người dân sử dụng rất nhiều. Ngoài ra, còn có các trò chơi dưới sự giám sát của các công viên khác như Grape Playlot, Playlot Park-view, Nelson Playlot, Elston Playlot và Sacramento Playlot, được tìm thấy trong Avondale.

## Văn hóa
Avondale có một số trung tâm văn hóa đa dạng. Thánh đường Hyacinth tiếp tục là một tổ chức văn hóa và xã hội tốt cho Cộng đồng Ba Lan của Chicago. Đúng với khuôn mẫu, khu phố "nơi Đông Âu gặp châu Mỹ Latinh" cũng là nơi đặt địa điểm thứ hai mới của Liên minh Nghệ thuật Puerto Rico. Trung tâm Nghệ thuật Hairpin nằm ở Avondale gần biên giới với Quảng trường Logan tại cửa ngõ vào Làng Ba Lan của Chicago, phục vụ tất cả cộng đồng những dịch vụ đa dạng.